# Brandfält

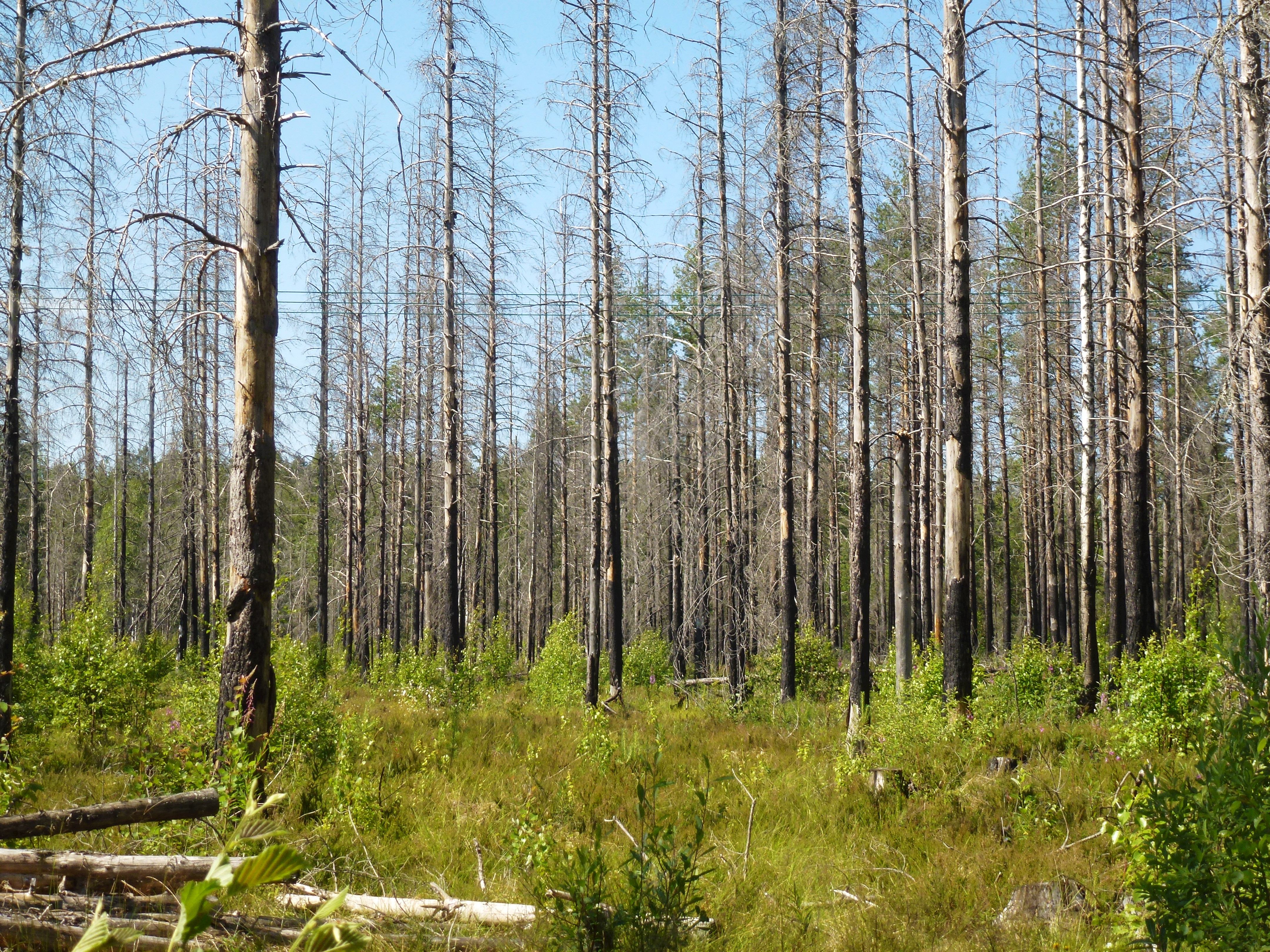
Brandfält efter skogsbranden vid Vännebo 2008. Bilden är tagen fem år efter branden.

Brandfält är en biotop bestående av skogsmark som brunnit. Ett brandfält utmärks av en blandning av brandskadade och friska träd. Enligt Skogsstyrelsen ska en skog ha brunnit någon gång under de senaste 10 åren samt bestå av minst 10 % brandskadade stammar för att klassificeras som ett brandfält. Ett äldre brandfält kan hysa enstaka torrträd, mer eller mindre förkolnade trädrester, grova överlevande tallar och en första skogsgeneration av lövträd.

## Flora
Uppskattningsvis lever 10 000 olika arter i barrskog, varav de flesta är insekter och svampar. Cirka 90 av dessa arter är direkt beroende av färska brandfält för att kunna leva. De brandberoende organismerna består främst av svampar och insekter, men även lavar och kärlväxter. Till exempel trivs svedjenäva, brandnäva och kolticka på färska brandfält.
Förutom de arter som är direkt beroende av ett eldhärjat skogsområde, så gynnas förmodligen flera hundra arter indirekt av landskapet.